# Haematomma leprarioides
Haematomma leprarioides är en lavart som först beskrevs av Vain., och fick sitt nu gällande namn av Vain. Haematomma leprarioides ingår i släktet Haematomma och familjen Haematommataceae.   Inga underarter finns listade i Catalogue of Life.